# Bestiarii

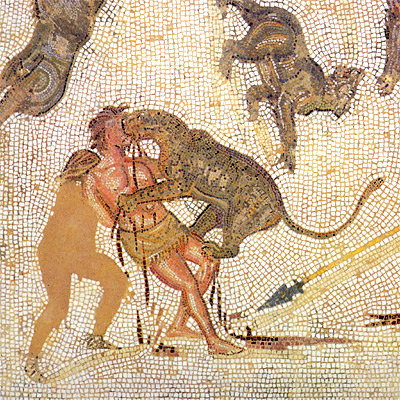
Een 3e-eeuws mozaïek met daarop Bestiarii in gevecht met katachtigen

Bestiarii (enkelvoud: Bestiarius) waren in het Oude Rome mensen die deelnamen aan een Venatio. Deze personen vochten in onder andere het Colosseum tegen wilde dieren, waaronder tijgers, leeuwen, olifanten, nijlpaarden en panters. Ook wordt het begrip gebruikt voor mensen die gedwongen geofferd werden aan deze wilde dieren. Er zijn twee verschillende soorten Bestiarii: de mensen die tot de dood veroordeeld werden en gevoerd werden aan wilde roofdieren, en de mensen die vrijwillig tegen deze beesten vochten, voor rijkdom en glorie. Foutief worden deze mensen ook wel gladiators genoemd, maar die benaming geldt alleen voor mensen die tegen andere mensen vochten, en niet tegen dieren.

## Als een vorm van executie
Als een vorm van doodstraf werd dit toegepast op vijanden van de staat. Binnen de categorie vielen mensen die gevangen waren genomen en slaven die tot de beesten veroordeeld (damnatio ad bestias) waren voor een grote criminele activiteit. Deze mensen werden naakt en zonder wapens in de arena geplaatst bij wilde dieren. Zelfs al kregen ze het voor elkaar om een dier te doden, er werden constant meer nieuwe dieren in de arena losgelaten, totdat de bestiarii allemaal dood waren. Zelden was het nodig om meerdere beesten per mens los te laten, het was zelfs zo dat de meeste beesten meerdere bestiarii doodden. Cicero noemt in een van zijn werken een leeuw die 200 bestiarii doodde.

## Vrijwillig
Deze bestiarii bestonden uit jonge mannen die, om een expert te kunnen worden in vechten met een wapen, vochten tegen wilde dieren en soms tegen elkaar. Ook deden sommigen dit om hun moed en uithoudingsvermogen te kunnen tonen. Augustus stimuleerde dit soort gevechten en Nero heeft dit zelf gedaan. Vigenère voegde nog twee soorten bestiarii toe: de personen die dit als beroep hadden, dus volledig vochten voor het geld, en het andere type waren bestiarii die samen vochten om zo een groter aantal dieren tegelijk aan te kunnen.